# Sébastien Pilote
Sébastien Pilote, né à Chicoutimi dans la région de Saguenay-Lac-Saint-Jean, est un réalisateur québécois de cinéma.
En 2007, Dust Bowl Ha! Ha!, un court métrage, est sélectionné au Festival international du film de Locarno.  Son premier long métrage, Le Vendeur, dont il écrit le scénario et assure la réalisation, sort en salles en novembre 2011. Étude psychologique à incidences sociales, dénonçant la lente agonie des communautés rurales éloignées, le film se retrouve en compétition au Festival de Sundance et remporte le Prix FIPRESCI au Festival international du film de San Francisco. En 2013, Le Démantèlement remporte le Prix du scénario SACD dans le cadre de la Semaine de la critique à Cannes, puis le Prix du meilleur film aux Trophées francophones du cinéma 2014.

## Filmographie
- 2007 : Dust Bowl Ha! Ha!, court-métrage
- 2011 : Le Vendeur
- 2013 : Le Démantèlement
- 2018 : La Disparition des lucioles
- 2021 : Maria Chapdelaine[1]

## Distinctions
- Prix FIPRESCI au Festival international du film de San Francisco pour Le Vendeur
- Prix du scénario SACD à Cannes pour Le Démantèlement
- Prix du meilleur film aux Trophées francophones du cinéma 2014 pour Le Démantèlement
- 2018 : Prix meilleur film canadien au Festival international du film de Toronto (TIFF) pour La disparition des lucioles[2]